# Omalur
Omalur är en ort i Indien.   Den ligger i distriktet Salem och delstaten Tamil Nadu, i den södra delen av landet, 1 900 km söder om huvudstaden New Delhi. Omalur ligger 280 meter över havet och antalet invånare är 12 701.
Terrängen runt Omalur är platt. Runt Omalur är det mycket tätbefolkat, med 2 028 invånare per kvadratkilometer. Närmaste större samhälle är Salem, 15,8 km sydost om Omalur. Omgivningarna runt Omalur är en mosaik av jordbruksmark och naturlig växtlighet.